# Campylopus introflexus

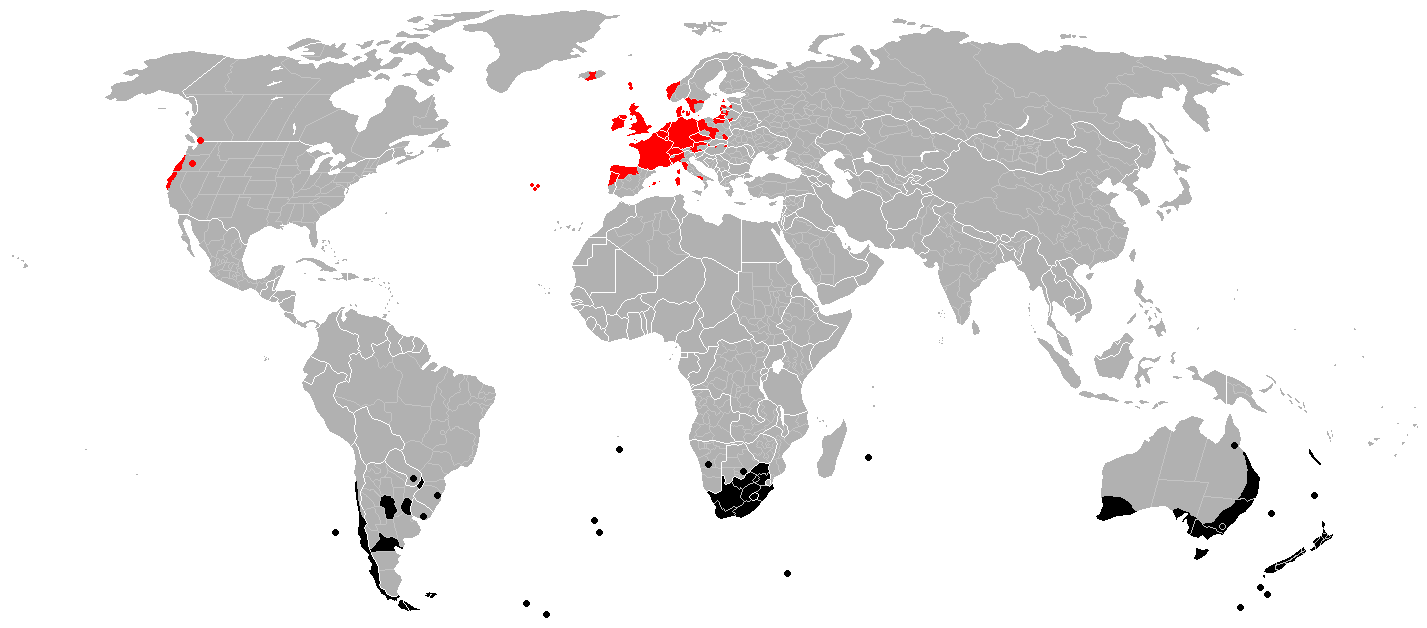
Distribució mundial

Campylopus introflexus és una espècie de molsa de la família Dicranaceae. La primera descripció de l'espècie va fer-la Johannes Hedwig com a Dicranum introflexum el 1801.

## Descripció
Les plantes són perennes i tenen morfologia acrocarpa, amb gametòfits d'entre 0,5 i 5,0 cm. S'organitzen en catifes denses i extenses de color entre groguenc i verd oliva.
Els fil·lodis mesuren entre 4 i 6 mm i són lanceolats. La costa (nervi del fil·lodi) és ample i ocupa aproximadament mitja amplada del fil·lodi.
Una sola planta pot presentar múltiples esporòfits, la seta dels quals mesura entre 7 i 12 mm de longitud, amb un color entre marró-groguenc i marró. Les càpsules són marrons i d'1,5 mm de llargària, amb espores d'uns 12-14 µm de diàmetre.
Aquesta espècie es pot reproduir asexualment a través de puntes de la tija que es trenquen i volen amb el vent. També es poden propagar coixins de molsa sencers gràcies al vent i a l'activitat animal i humana. Això permet la colonització d'ubicacions aïllades i remotes. Quan s'estableix, pot cobrir centenars de metres quadrats en una sola dècada.
Aquesta molsa rep el nom tankmos (molsa de tanc) als Països Baixos i Bèlgica a causa de la probable contribució dels tancs en la seva propagació per Europa durant la Segona Guerra Mundial.

## Hàbitat i distribució
La distribució nativa es concentra a l'hemisferi sud, en concret al sud d'Amèrica del Sud, d'Àfrica i d'Austràlia (també oriental) i en algunes illes de l'oceà Pacífic com Nova Zelanda, Nova Caledònia i les illes de Geòrgia i Sandwich del Sud.
L'espècie és neòfita dins d'Europa i a la costa occidental d'Amèrica del Nord. En algunes parts d'Europa i Amèrica del Nord ha esdevingut moderadament invasora, ja que temporalment podria estar tenint un impacte negatiu i local en la diversitat.
La primera detecció al continent Europeu va produir al Regne Unit el 1941, i la seva propagació s'ha documentat amb detall des d'aleshores. Només dins Europa, aquesta espècie s'ha estès en un radi superior als 1600 km en 70 anys, és a dir, 22 km per any des que va ser descoberta.
A banda d'això, també va ser introduïda a les illes Fèroe el 1973, als Estats Units el 1975, i a la Colúmbia Britànica el 1994. La seva presència s'estén entre 35°N (Califòrnia) i 66°N (Islàndia).

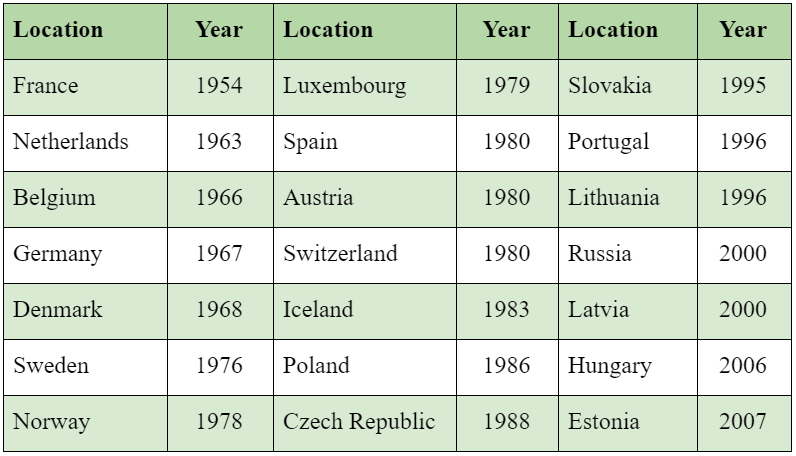
Propagació de Campylopus introflexus a Europa d'ençà 1954.

Pot trobar-se en gran varietat de circumstàncies, sovint en hàbitats descalcificats, com dunes i torberes. L'espècie és pionera en sòls llaurats o cremats o sobre torba exposada després de tallar-ne blocs. Encara més, pot créixer sobre troncs en descomposició, tanques velles, marges de camins, dipòsits miners i teules de les taulades.

## Efectes ecològics
Els efectes de la propagació de Campylopus introflexus s'ha estudiat extensament al Països Baixos. Un estudi de 14 anys va detectar que un prat dominat per líquens va esdevenir extensament cobert amb catifes denses de C. introflexus. Tanmateix, aquest estat dominant va resultar provisional, ja que els líquens va recolonitzar aquestes àrees en 15-20 anys posteriors. Els estudis també han mostrat que, si bé aquestes catifes de C. introflexus inhibeixen la germinació de les llavors de Calluna vulgaris, un 60%, de les llavors germinades sota d'aquesta catifa creixen i maduren més ràpidament.
Atès que les catifes d'aquesta molsa afegeixen més humus al sòl, la seva presència produeix canvis en l'ecologia del sòl. Per exemple, moltes espècies de mosca prefereixen la humitat del microclima produït per C. introflexus per protegir les seves larves de la dessecació, i per això es troben més sovint al voltant dels llits de molsa. Això no obstant, les espècies d'escarabats de terra i d'aranyes són menys actives i es troben menys sovint en dunes cobertes de molses, segurament per una pèrdua d'abundància d'aliments. Com a resultat, els ocells com el trobat, que mengen aquests artròpodes, ja no són presents prop de les dunes amb molses.

## Taxonomia
L'espècie Campylopus introflexus està estretament relacionada amb Campylopus pilifer.
El nom C. introflexus era utilitzat anteriorment per C. pilifer, i totes les referències velles a C. introflexus a l'Amèrica del Nord es refereixen a C. pilifer.